# Exyra fax
Exyra fax är en fjärilsart som beskrevs av Augustus Radcliffe Grote 1873. Exyra fax ingår i släktet Exyra och familjen nattflyn. Inga underarter finns listade i Catalogue of Life.